# أدريان زابالا
أدريان زابالا هو لاعب كرة قاعدة كوبي، ولد في 26 أغسطس 1916 في San Antonio de los Baños ‏ في كوبا، وتوفي في 4 يناير 2002 في جاكسونفيل في الولايات المتحدة.

## وصلات خارجية
- أدريان زابالا على موقع دوري كرة القاعدة الرئيسي (الإنجليزية)
- أدريان زابالا على موقعبيزبول رفرنس.كوم (الدوري الرئيسي) (الإنجليزية)
- أدريان زابالا على موقعبيزبول رفرنس.كوم (الدوري الثانوي) (الإنجليزية)